# كانتا مايكنو
كانتا مايكنو (باليابانية: 牧野 寛太) (مواليد 2 يونيو 1997) هو لاعب كرة قدم ياباني.

## وصلات خارجية
- كانتا مايكنو على موقع رابطة كرة القدم اليابانية للمحترفين (اليابانية)
- كانتا مايكنو على موقع Soccerway.com (الإنجليزية)